# 니스코군

포트카르파츠키에주 지도에 표시된 니스코군의 위치

니스코군(폴란드어: powiat niżański)은 폴란드 포트카르파츠키에주에 위치한 군으로 군청 소재지는 니스코이며 면적은 785.58km2, 인구는 66,699명(2019년 기준), 인구 밀도는 85명/km2이다.
북동쪽으로는 루블린주 야누프군, 동쪽으로는 루블린주 비우고라이군, 남동쪽으로는 레자이스크군, 남쪽으로는 제슈프군, 남서쪽으로는 콜부쇼바군, 북서쪽으로는 스탈로바볼라군과 접한다. 7개 지방 자치체(3개 도시형 농촌, 4개 농촌)를 관할한다.

군기
군 문장